# ذيبان (مادبا)
ذيبان، المعروفة لدى المؤابيين باسم ديبون (بالمؤابية: 𐤃𐤉𐤁𐤍 *دايبون؛ بالعبرية: דִּיבוֹן ديفون)، هي بلدة أردنية تقع في محافظة مأدبا، على بعد حوالي 70 كيلومترًا جنوب عمان وشرق البحر الميت، وتعتبر مركز لواء ذيبان. تحظى بأهمية تاريخية لكونها كانت عاصمة مملكة مؤاب. استقر المجتمع الحديث في البلدة خلال خمسينيات القرن العشرين، حيث كان سكانها في السابق من البدو الرحل. يقدّر عدد سكانها بنحو 15,000 نسمة وفقًا لتقديرات حديثة، يعمل الكثير منهم في الجيش والوكالات الحكومية أو في الإنتاج الزراعي الموسمي، بينما يدرس بعض الشباب في الجامعات القريبة في الكرك ومأدبا وعمان.

## تاريخ
تقع المستوطنة القديمة بجوار المدينة الحديثة، وقد أظهرت التنقيبات الأثرية أن الموقع كان مأهولًا بشكل متقطع على مدار الخمسة آلاف عام الماضية، حيث بدأ أول استيطان فيه خلال الألفية الثالثة قبل الميلاد في أوائل العصر البرونزي. يعود توسع الاستيطان في الموقع جزئيًا إلى موقعه الاستراتيجي على الطريق الملوكي، وهو طريق تجاري رئيسي في العصور القديمة. تتركز معظم الأدلة الأثرية على هذه التجمعات السكانية في منطقة مرتفعة تبلغ مساحتها 15 هكتارًا. ساهم اكتشاف نقش ميشع عام 1868 في جذب أعداد متزايدة من الزوار، بمن فيهم السياح والعلماء، نظرًا لما يحمله من تأكيد ظاهري لمقاطع توراتية.

### العصر البرونزي
شهدت ذيبان أول مستوطنة كبيرة خلال العصر البرونزي المبكر، إلا أنه لم يعثر على أدلة أثرية واضحة تشير إلى وجود سكان في الموقع بين العصر البرونزي المبكر والعصر الحديدي. ومع ذلك، فإن طبيعة السياق الأثري المضطرب في المنطقة تجعل هذا الاستنتاج غير نهائي. يُرجح أن ذيبان قد تتطابق مع بلدة "تبن" المذكورة في النصوص المصرية التي تعود إلى عهود تحتمس الثالث وأمنحتب الثالث ورمسيس الثاني.

### ذيبان وبني إسرائيل
بحسب الكتاب المقدس، مرَّ الإسرائيليون بذيبان خلال رحلة الخروج، حيث يُشار إليها باسم "ديفون" أو "ديفون جاد"، إذ يُقال إن قبيلة عاد احتلتها آنذاك. ويعني الاسم في العبرية التوراتية "الهزال" أو "التلهف".
وفقًا لنقش ميشع المكتشف في الموقع، طرد ملك موآب في القرن التاسع قبل الميلاد الإسرائيليين من ذيبان وأعاد تأسيسها كمستوطنة رئيسية في مملكة موآب.

### ميشع ومملكة الموآبيين في العصر الحديدي
يربط نقش ميشع بين ذيبان و"ديبون" التوراتية، مشيرًا إلى أنها كانت عاصمة الملك ميشع، أحد أبرز ملوك موآب في القرن التاسع قبل الميلاد، رغم أن دورها السياسي في عهده لم يتم تأكيده بشكل قاطع. خلال العصر الحديدي الثاني (المرحلة B)، شهدت ذيبان ثلاثة مشاريع بناء كبرى على الأقل، حيث تم توسيع المرتفع بشكل مصطنع وإضافة عناصر معمارية جديدة، مثل الجدران الاستنادية، الأبراج، وسور المدينة الضخم. ورغم عدم تحديد تواريخ دقيقة لهذه الإنشاءات، يُرجح أنها تعود إلى الفترة بين القرنين التاسع والثامن قبل الميلاد.
يبدو أن هذه المباني الكبيرة قد هُجرت لاحقًا خلال العصر الحديدي الثاني، في حين تميّز الموقع بوجود مقبرة واسعة إلى الشمال الشرقي من المرتفعات، احتوت على مدافن متعددة الأجيال مع قرابين جنائزية، بما في ذلك تابوت طيني بغطاء مجسم. تشير الدلائل إلى أن هذه المقبرة كانت معاصرة لمشاريع البناء آنذاك.
عرفت ذيبان أيضًا باسم "كارتشوه"، وهناك احتمال بأن اسم "ذيبون" في القرن التاسع قبل الميلاد كان يشير إلى قبيلة كان الملك ميشع زعيمًا لها، قبل أن يُلحق الاسم بالمدينة لاحقًا.

### ذيبان الهلنستية والأنباط
عُثر على أدلة قليلة في موقع ذيبان تعود إلى فترات الحكم الفارسي والهلنستي والنبطي المبكر. ومع ذلك، تشير بعض الاكتشافات إلى أن ذيبان أصبحت جزءًا من الإمبراطورية النبطية بحلول منتصف القرن الأول قبل الميلاد. وتشمل هذه الأدلة وجود خزف بأسلوب نبطي، وعملات معدنية، بالإضافة إلى عناصر معمارية مثل معبد بتصميم يشبه الطراز النبطي، وأساليب البناء النبطية، إلى جانب إنشاء قناة مائية، وجدار استنادي، وسلالم ضخمة.

### ذيبان الرومانية والبيزنطية
في عام 106 م، ضمَّ الرومان الأراضي النبطية إلى إمبراطوريتهم، بما في ذلك ذيبان. أدى هذا التغير إلى هجر العديد من المباني النبطية في الموقع، مع وجود مؤشرات على انخفاض عدد السكان. ومع ذلك، تكشف الأدلة الأثرية، مثل العملات المعدنية، والمقابر العائلية متعددة الأجيال، ونقش يعود لتلك الفترة، عن استمرار الاستيطان في المنطقة، بالإضافة إلى تنفيذ بعض مشاريع البناء.
يشير النقش أيضًا إلى أن الرومان حافظوا على طريق قريب من الموقع، يُحتمل أنه كان جزءًا من طريق الملك السريع. وخلال الفترة الرومانية المتأخرة وحتى العصر البيزنطي، شهدت ذيبان نموًا تدريجيًا في عدد السكان، لدرجة أن المؤرخ يوسابيوس القيصري وصفها في القرن الرابع بأنها "قرية كبيرة جدًا". كما كشفت الحفريات الأثرية عن مبنيين مهمين يعودان إلى هذه الحقبة: حمام عام وكنيستين.

### العصور الإسلامية المبكرة والوسطى
لا يزال التاريخ الدقيق لاستيطان ذيبان خلال الفترة الإسلامية المبكرة موضع نقاش، حيث يُحتمل أن يعود إلى القرنين السابع والثامن في العصر الأموي، أو يمتد من القرن الثامن حتى القرن التاسع في العصر العباسي. شهدت ذيبان ازدهارًا كبيرًا خلال هذه الفترة، وغطى الاستيطان معظم المنطقة المرتفعة بحلول القرن الرابع عشر في العهد المملوكي، وربما قبل ذلك خلال القرن الثالث عشر في عهد الأيوبيين. وقد تم تأريخ العديد من الهياكل في الموقع إلى هذه الفترة باستخدام العملات المعدنية والسيراميك.
في عام 1261 م، منح السلطان المملوكي بيبرس ذيبان إقطاعًا لابن أحد الأمراء الأيوبيين. واصلت المدينة ازدهارها بين القرنين الثالث عشر والعشرين، حيث كانت تقع على طريق تجاري رئيسي، وتُعدّ موردًا أساسيًا للحوم للمدن المجاورة. تميز اقتصادها بالزراعة المتنوعة، إذ اشتملت محاصيلها على القمح، والشعير، والعنب، والتين، والعدس، والحمص. اعتمدت الزراعة في ذيبان على صهاريج المياه للري، نظرًا لطبيعة المناخ شبه الجاف وعدم انتظام هطول الأمطار. كما مارس سكانها الزراعة المختلطة، وقاموا بتربية الأغنام، والماعز، والماشية، والخنازير، بالإضافة إلى صيد الأسماك والمحار وسرطان البحر.
إلا أن أهمية ذيبان بدأت في التراجع بعد عام 1356 م، عندما فقدت بلدة حسبان مكانتها كعاصمة لمنطقة البلقاء لصالح عمان. وقد ساهمت فترات الجفاف اللاحقة في تفاقم هذا التراجع، مما أدى إلى هجران ذيبان خلال السنوات الأولى من الحكم العثماني.

### الفترات الإسلامية والهاشمية المتأخرة
خلال الفترة العثمانية، أهملت الدولة ذيبان بين عامي 1538 و1596 م، مما أدى إلى تراجع الاستيطان فيها خلال القرن السادس عشر. وفي منتصف القرن العشرين، أعادت عائلات بدوية من قبيلة بني حميدة تأسيس ذيبان الحديثة في الخمسينيات، حيث بُنيت البلدة الجديدة فوق الهياكل الأثرية القديمة، وتم استخدام بعض موادها الخام في البناء. لاحقًا، تم توزيع الأراضي المحيطة بالمرتفعات على السكان لتصبح ملكية خاصة، بينما بقيت المرتفعات نفسها تحت ملكية الحكومة الأردنية.

## علم الآثار
بدأ دنكان ماكنزي [الإنجليزية] أول دراسة سطحية في ديبون عام 1910 م، بينما انطلقت الحفريات العلمية في منتصف القرن العشرين مع مشروع المدارس الأمريكية للأبحاث الشرقية بين عامي 1950 و1953، بقيادة إف. في. وينيت ولاحقًا دبليو. إل. ريد. واستمر المشروع تحت إشراف ويليام مورتون، مع مواسم تنقيب إضافية في أعوام 1955 و1956 و1965 م.
أما مشروع التنقيب والترميم الحالي، فهو مشروع ذيبان للتنقيب والتطوير، الذي يُشرف عليه باحثون من جامعة ليفربول، وكلية نوكس، وجامعة كاليفورنيا في بيركلي. وقد نُفذت أعمال التنقيب في أعوام 2002، 2004، 2005، 2009، 2010، 2012، و2013 م.